# Xavier North
Xavier North, né le 19 juin 1952 à Bogota, est un haut fonctionnaire français, délégué général à la langue française et aux langues de France de 2004 à 2014, ensuite inspecteur général des affaires culturelles au ministère de la culture et de la communication, puis président de Alliance Française de Paris depuis 2025.

## Biographie
Xavier North est un ancien élève de l'École normale supérieure (1972-1977), licencié d'anglais, agrégé de lettres modernes (1975).
Après avoir été lecteur (tuteur de français) à l'Université d'Oxford (New College et Wadham, 1973-1974), il se tourne vers une carrière consacrée aux relations culturelles internationales. Attaché culturel et scientifique à Boston (1979-1980), puis attaché culturel à New York de 1980 à 1984 (où il est responsable des échanges artistiques et de l'audiovisuel), il est ensuite chargé des relations internationales auprès du président du Centre Georges-Pompidou de 1984 à 1986, avant de devenir chargé de mission auprès du directeur général des relations culturelles, scientifiques et techniques au Ministère des Affaires étrangères (1986-1988), puis conseiller technique au cabinet de Thierry de Beaucé, secrétaire d'État chargé des relations culturelles internationales (1988-1990).
Il est nommé conseiller culturel à l'ambassade de France à Rome en 1990 et dirige ensuite de 1995 à 1998 la mission de préfiguration du palais du cinéma au Palais de Tokyo. En 1998, il est commissaire général de la saison culturelle israélienne en France.
Entre 1999 et 2002, il repart dans le réseau culturel extérieur avec la double fonction de Conseiller culturel à l'ambassade de France à Londres et de Directeur de l'Institut français du Royaume-Uni.
Il est ensuite nommé directeur de la coopération culturelle et du français au Quai d'Orsay (2002-2004), où il défend notamment une stratégie offensive de promotion de la langue française dans le monde, en prenant soin de la décliner différemment selon les régions et les problématiques qui leur sont propres. 
À partir d'octobre 2004, il est chargé d’animer et de coordonner la politique linguistique de l’État en qualité de délégué général à la langue française et aux langues de France au ministère de la culture, fonction qu’il exercera pendant dix ans (2004-2014).
Xavier North est promu inspecteur général des affaires culturelles par décret du président de la République en date du 22 décembre 2014. Il est notamment l’auteur d’un rapport sur « La promotion en France des créateurs et des auteurs issus des mondes francophones » et a présidé un groupe d’experts européens sur « multilinguisme et traduction » pour le compte de l’Union européenne. Il est admis à faire valoir ses droits à la retraite par arrêté du 14 mai 2018. 
De 2018 à 2023, Il  pilote - en tant que commissaire principal - la conception scientifique du parcours de visite permanent de la Cité internationale de la langue française au château de Villers-Cotterêts, inaugurée par le président de la République le 30 octobre 2023.
Il est élu le 5 décembre 2024 président de l'Alliance Française de Paris.
Il est membre des conseils d’administration de la Mission laïque française, de l’Alliance française de Paris, de la Maison des cultures du monde et du Festival des francophonies, des écritures à la scène à Limoges.
Xavier North est chevalier de l'ordre national de la Légion d'honneur en 2009,, il est ex officio commandeur de l'ordre des Arts et des Lettres, membre de l’Ordre des francophones d'Amérique.

## Publications
Parmi les publications de Xavier North, on peut citer :
- « La Peau de l’ours » (essai sur le conte folklorique américain), revue Critique, no 390, novembre 1979
- « Julien Gracq, de l’histoire à la géographie », José Corti, 1994
- « Portrait du diplomate en jardinier : Sur l'action culturelle de la France à l'étranger », revue Le Banquet, no 11, 1998
- « La question du lien », préface au recueil Israël autrement, Actes Sud, 1998
- « La bataille pour le français », éditions ADPF, 2002
- « Le pari francophone : Entretien avec Dominique Wolton », Hermès, no 40, 2004
- « 100 titres sur la langue française », éditions ADPF, 2005
- « La leçon de français », postface, Actes Sud, 2005
- Préface « 100 titres sur la langue française », ADPF ministère des Affaires étrangères, Vient de paraitre no 5, septembre 2005
- « Transmettre la langue », conférence à la Bibliotheca Alexandrina, 14 mars 2006
- « Territoires de la langue française », Hérodote, no 126, 2007
- « Pour une Realpolitik de la langue française en Europe », Relais Culture Europe, 2008
- « Plus d’une langue» (Actes du séminaire « Le français au courant des langues du monde »), 2010
- «Quelles langues pour quels savoirs -  Les langues, vecteurs de pensée », L'Archicube, revue de l'Association des anciens élèves, élèves et amis de l’École normale supérieure, décembre 2010
- « En quelle(s) langue(s) transmettre le savoir ? » Les termes du débat en France. In : Stickel, Gerhard / Carrier, Michael (eds.) : Language Education in Creating a Multilingual Europe. Francfort sur le Main, Peter Lang, 95-100, 2011
- « Le français au défi de la pluralité », Géopolitique africaine, no 44, 2012
- « Les évolutions du français contemporain », pratiques linguistiques et politiques francophones, La Passe du Vent, 2012
- « L’autre langue », Atlas de l’influence française au XXIe siècle, Robert Laffont, 2013
- « Le dialogue des cultures : du vis-à-vis à la métamorphose », À la rencontre des cultures du monde, Internationale de l'imaginaire no 28, Babel, Actes Sud, 2013
- « Le français face à l'anglais, lingua franca », revue Sociolinguistica, no 28, 2014
- « Des possibles de la pensée - l'itinéraire philosophique de François Jullien », Actes du colloque de Cerisy-la-Salle, septembre 2013, Hermann, 2015
- « Pour une politique culturelle de l'accès », Revue de l'observatoire des politiques culturelles, février 2016
- « Shiak, silures et métaplasmes », revue Critique no 827, avril 2016
- « Politique de la langue : points chauds» (Après Babel, éloge de la traduction, 2016)
- «Langue de la République» et « Francophonies disruptives» (Le livre d’une langue, Ed.du patrimoine, 2023)